# Stefan Kolev
Stefan Kolev (* 20. April 1981 in Sofia) ist ein bulgarisch-deutscher Wirtschaftswissenschaftler.

## Werdegang
Zwischen 1999 und 2005 studierte er Betriebs- und Volkswirtschaftslehre an der Universität Hamburg. Von 2006 bis 2011 promovierte er bei Elisabeth Allgoewer an der Universität Hamburg über Neoliberale Leitideen zum Staat. Die Rolle des Staates in der Wirtschaftspolitik im Werk von Walter Eucken, Friedrich August von Hayek, Ludwig von Mises und Wilhelm Röpke, anschließend leitete er das Forschungsprojekt Die Planwirtschaft der DDR – Mythos und Wirklichkeit an der Zweigniederlassung Thüringen des Hamburgischen Weltwirtschaftsinstituts in Erfurt.
Im März 2012 wurde er von der Westsächsischen Hochschule Zwickau zum Professor für Volkswirtschaftslehre, insbesondere Wirtschaftspolitik berufen. Seit 2012 ist er Vorstandsmitglied des Wilhelm-Röpke-Instituts in Erfurt.
Seit März 2023 ist Kolev wissenschaftlicher Leiter des Ludwig-Erhard-Forums für Wirtschaft und Gesellschaft, der Berliner Forschungseinheit der Ludwig-Erhard-Stiftung.
Er ist Teil der Schriftleitung des ORDO Jahrbuch für die Ordnung von Wirtschaft und Gesellschaft und Mitherausgeber des Journal of Contextual Economics – Schmollers Jahrbuch.
Er hat Forschungsaufenthalte an der Princeton University, Duke University, der Indiana University Bloomington und der Bulgarischen Nationalbank absolviert.

## Mitgliedschaften
Kolev ist u. a. Mitglied der Aktionsgemeinschaft Soziale Marktwirtschaft, der European Society for the History of Economic Thought, der History of Economics Society, der James Madison Society an der Princeton University, der Mont Pèlerin Society und des Walter Eucken Instituts. Er ist Vertrauensdozent und Mitglied des Auswahlausschusses der Friedrich-Naumann-Stiftung für die Freiheit.
Im Jahr 2015 verließ er mit über 50 anderen Mitgliedern, darunter zwei Mitglieder des Vorstandes, die Friedrich A. von Hayek-Gesellschaft aufgrund inhaltlicher Differenzen. Im selben Jahr gründete er zusammen mit anderen ehemaligen Mitgliedern „NOUS – Netzwerk für Ordnungsökonomik und Sozialphilosophie“.

## Publikationen (Auswahl)
- Neoliberale Leitideen zum Staat. Die Rolle des Staates in der Wirtschaftspolitik im Werk von Walter Eucken, Friedrich August von Hayek, Ludwig von Mises und Wilhelm Röpke, Hamburg 2011.
- Neoliberale Staatsverständnisse im Vergleich, Stuttgart 2013.
- Ordoliberalism and the Austrian School, in: Peter J. Boettke und Christopher J. Coyne (Hrsg.): The Oxford Handbook of Austrian Economics, Oxford 2015, S. 419–444.
- Neoliberale Staatsverständnisse im Vergleich, 2. aktualisierte und erweiterte Auflage, Berlin 2017.
- 75 Jahre Soziale Marktwirtschaft in 7,5 Kapiteln (mit Nils Goldschmidt), Freiburg 2023.

als Herausgeber:
- Neue Ordnungsökonomik (mit Joachim Zweynert und Nils Goldschmidt), Tübingen 2016.
- Wilhelm Röpke (1899–1966): A Liberal Political Economist and Conservative Social Philosopher (mit Patricia Commun), Heidelberg 2018.
- Soziale Marktwirtschaft: Grundtexte zur Ordnungsökonomik (mit Nils Goldschmidt und Michael Wohlgemuth), Tübingen 2024.